# 尾崎聡
尾崎 聡（おざき さとし）は、日本の録音技師である。日本映画・テレビ録音協会会員。

## 主な作品

### 映画
- 赤い鯨と白い蛇（2005年）
- 陸に上った軍艦（2007年）
- おくりびと（2008年）
- 石内尋常高等小学校 花は散れども（2008年）
- 罪とか罰とか（2008年）
- 釣りキチ三平（2009年）
- 猿ロック THE MOVIE（2010年）
- ばかもの（2010年）
- 一枚のハガキ（2010年）
- 箱入り息子の恋（2013年）
- オー!ファーザー（2014年）